# V Kohoutovicích hořel pařez
V Kohoutovicích hořel pařez byl titulek velmi krátké zprávy publikované v úterý 21. srpna 2012 on-line verzí periodika Brněnský deník v rubrice „Krátce“ v tomto znění:
| „      | V úterý krátce před jednou hodinou odpoledne vyjeli hasiči do ulice Libušina třída v brněnských Kohoutovicích. Hořel tam pařez. Uhasili ho a vrátili se zpátky na základnu. | “ |
| — (zn) | |   |

Zpráva si rychle získala nezvyklou pozornost veřejnosti a pro její banálnost se z ní stal internetový mem, vyjadřující mdlého ducha zpravodajských svodek a symbolizující údajné absurdní problémy Brňanů.
Autorkou zprávy byla novinářka Anna Fajkusová. Původní článek již není na stránkách Brněnského deníku k dispozici, byl odstraněn; poslední dostupný snímek byl archivován službou Internet Archive 3. září 2017.

## Událost

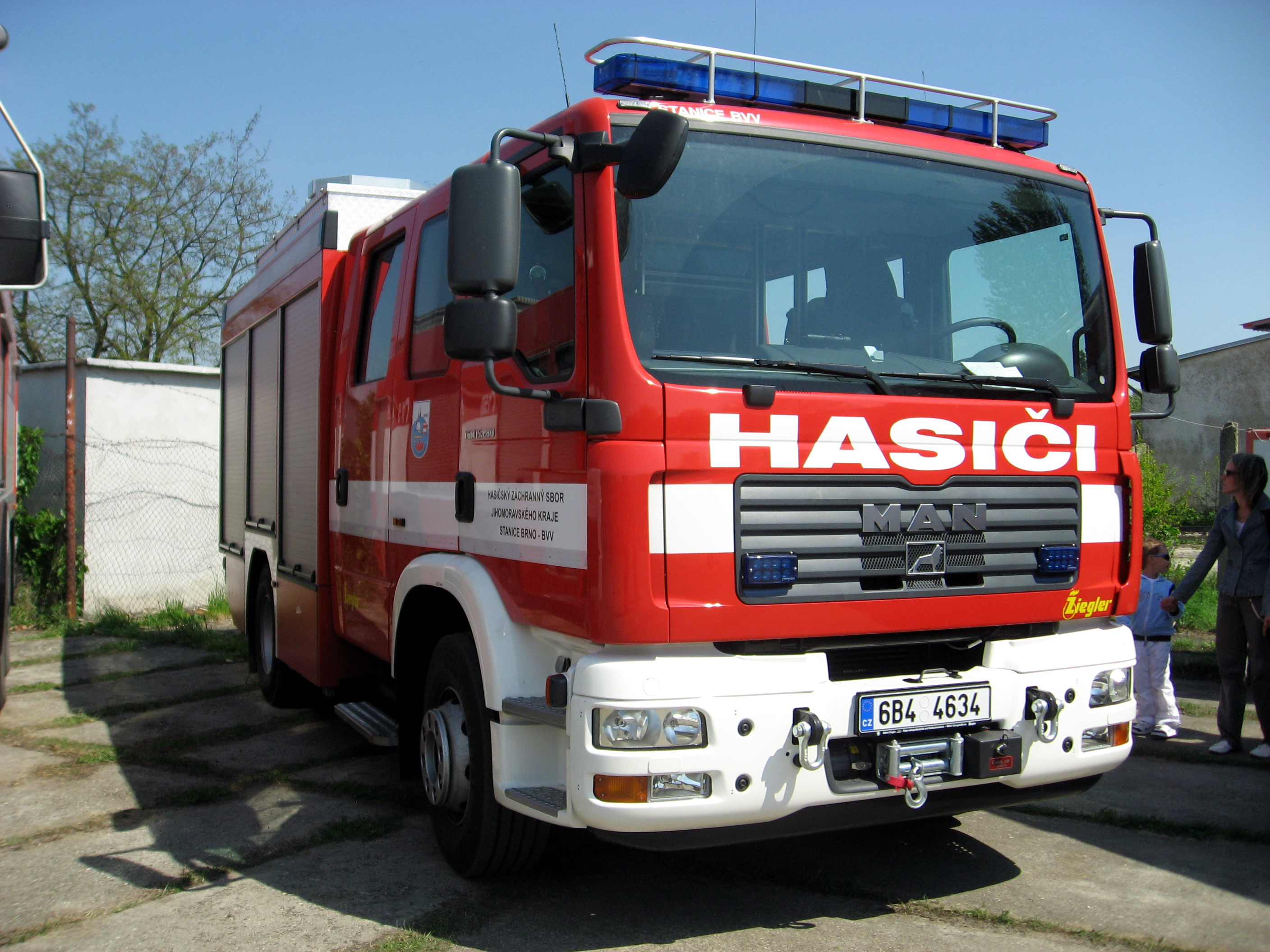
Cisternová automobilová stříkačka CAS 20 (RZ 6B4 4634) ze stanice Brno-BVV, jejíž osádka požár uhasila

Hlášení o požáru pařezu v městské čtvrti Kohoutovice obdrželi brněnští hasiči ve 12.54. Oznamovatelem byl 75letý člen T. J. Sokol Jundrov Blahoslav Horký, nájemce zahrádky v nedaleké kolonii Juranka. Jednotka požární ochrany ze stanice Brno-BVV u brněnského výstaviště dorazila na ohlášené místo poblíž konce ulice Libušino údolí ve 13.12 a nalezla doutnající pařez o průměru přibližně 20 centimetrů. K jeho uhašení použila 10 litrů vysokotlaké vody. Druhá vyslaná jednotka ze stanice Brno-Přehrada do boje s ohněm nezasáhla. Ve 13.19 byl požár uhašen a hasiči se vrátili zpátky na základnu.
Dle Přehledu událostí HZS šlo o třetí ze šesti událostí zaznamenaných onoho dne na území okresu Brno-město (požár toho dne hasiči hasili ještě v Komárově, kde hořela střecha skladu).

## Mem
Svým rozsahem a mírou společenské závažnosti článek vyvolal širokou odezvu. Zastupitel městské části Brno-Kohoutovice Jakub Hruška jej v roce 2016 na stránkách věnovaných městské části označil za nejslavnější novinový článek o Kohoutovicích. Podle článku „Rok pařezu“ vydaném na edukačním portálu Akutně.cz se titulek zapsal do dějin moderní novinařiny. Tímto portálem byl také vyhodnocen jako nejlepší titulek roku 2012.
Vydavatel on-line platformy Příběhy na padesát slov Zdeněk Král reagoval článkem nazvaným „Fušuje nám Brněnský deník do řemesla?“, ve kterém dále upozornil na článek „U dětského hřiště někdo uvázal vránu za nohu“, který již atakoval padesátislovný limit platformy. Magazín Čilichili upozornil na další titulky podobného ražení publikované Brněnským deníkem, například „V Líšni hořely keře“, „Majitel neuhlídal kozu“, „Škeble ležely u garáží“ nebo „Žena si stěžovala, že ji ovládá věštkyně“ a ilustroval jimi své tvrzení, že Brno je krásné vzrušující město nabité událostmi.
Hořící pařez jako symbol brněnských problémů použil v internetovém komiksu Opráski sčeskí historje jeho autor Jaz. Téma se stalo předmětem vlastního článku v české Wikipedii a bodu zájmu v mapovém portálu Mapy.cz.
V noci z 8. na 9. listopadu 2024 se v místě požáru nacházelo jedno ze stanovišť 25. ročníku noční šifrovací hry TMOU, k němuž hráče z Jundrova přivedla šifra s tajenkou „PAREZ TU KDYSI HOREL“.

### Desáté výročí

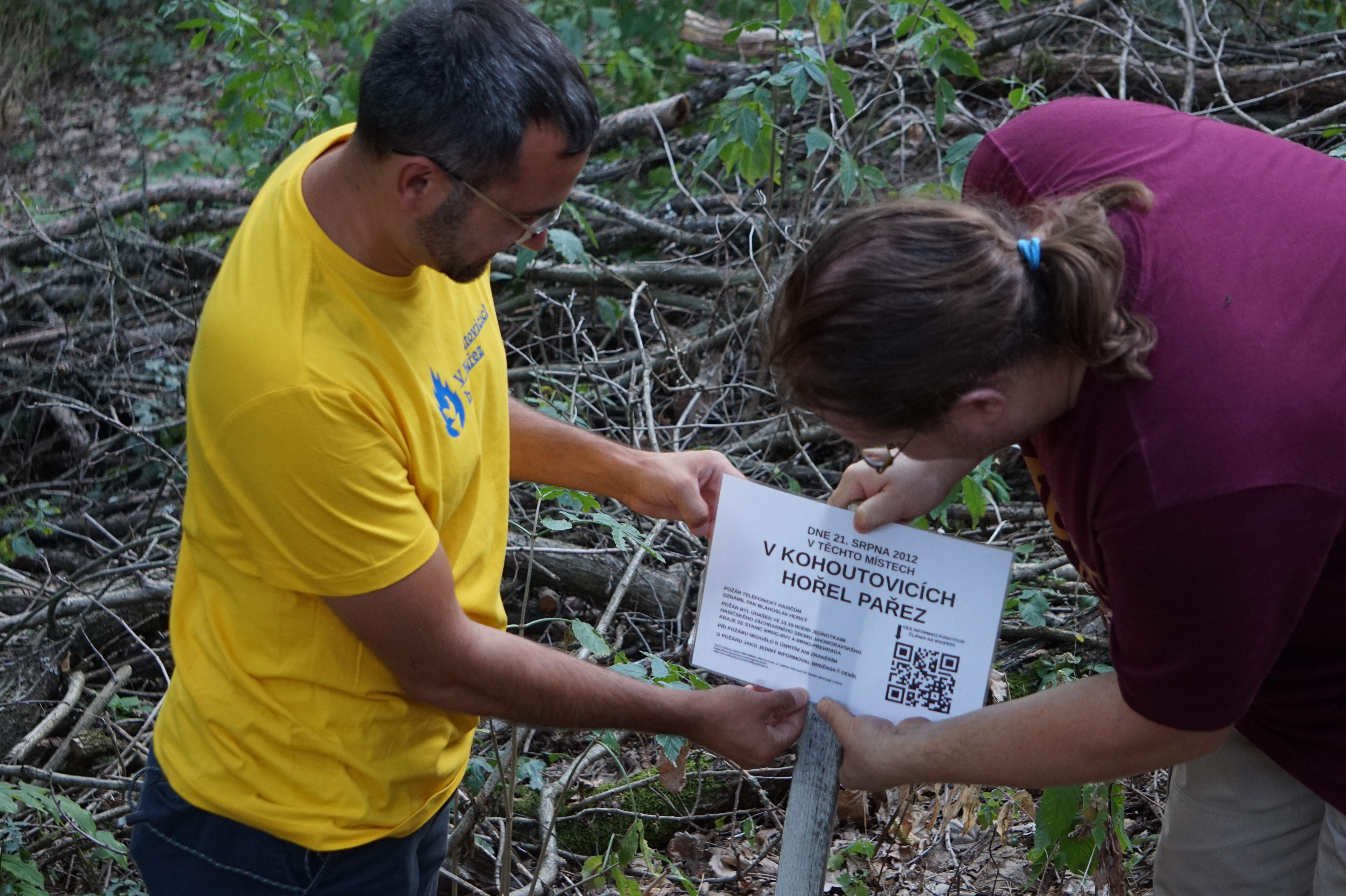
Jakub Hruška (vlevo) při označování místa požáru

V srpnu 2022 uspořádal brněnský wikipedista Marek Blahuš výpravu na místo požáru, kde prezentoval nová zjištění o požáru a jeho oznamovateli a kde další přítomní wikipedisté spolu se starostou Brna-Kohoutovic Jakubem Hruškou místo označili. Brněnský deník vyslal na místo svého reportéra a o události vydal článek, v němž se k podílu na vzniku memu přihlásil.
Kohoutovický starosta Jakub Hruška připravil rovněž v srpnu 2022 k 10. výročí události „recesistický/pietní akt“ s autorským čtením a opékáním špekáčků. Vyrobena byla i trička s nápisem „V Kohoutovicích hořel pařez“ a logem kombinujícím motivy plamene, kohoutovického vodojemu a kohouta (užívaného jako symbol Kohoutovic i požárů).

## Odraz v kultuře
Marek Picha a Kateřina Čadová z Filozofické fakulty Masarykovy univerzity v červenci 2014 založili na Facebooku stránku Městská Poezie Brno, na které publikovali básně inspirované krátkými zprávami Městské policie Brno. Ze 156 básní následně poskládali a vydali sbírku Hořící pařez, která svým názvem odkazuje na událost. První vydání bylo označeno červeným puntíkem. Druhé vydání Hořícího pařezu označené modrým puntíkem objednala na vlastní náklady (jako dotisk) sama městská policie. Třetí vydání, speciál rozšířený o 25 nových básní a označený zlatým puntíkem, vyšlo v roce 2017. K lednu 2025 měla stránka Městská Poezie Brno téměř 7 tisíc sledujících.